# Парцијално стапање
Парцијално стапање дешава се када је само један део чврсте материје стопљен. У случају мешавине различитих супстанци, као што је то у случају стене која садржи неколико различитих минерала или минерала који показује чврсти растоп, производ стапања може бити различит у односу на укупни састав чврсте материје. Парцијалним стапањем увек настаје магма која је, хемијски гледано, киселија од стене која се стапа. 
Парцијално стапање дешава се када су температуре солидуса и ликвидуса различите. У случају појединачних минерала, то се може десити када они достигну чврсти растоп. За разлику од тога, у случају стене која је изграђена од различитих минерала, неки од њих ће се стапати на нижој температури од других.
У геологији, парцијално стапање је веома важан процес код проучавања хемијске диференцијације стена Земљине коре. Теоретски посматрано, све стене на Земљи настале су од материјала из унутрашњости Земље, који је парцијално стопљен. Главна места на којима се дешава парцијално стапање су зоне субдукције, средњоокеански гребени и вруће тачке. На свим овим местима, парцијално стапање је обично везано за вулканизам, иако многи растопи никада не достигну површину. Сматра се да су магме, које настају парцијалним стапањем, имају веома велику улогу у обогаћивању континенталне литосфере инкомпатибилним елементима.